# El Molino (Jalisco)
El Molino es una localidad del estado mexicano de Jalisco. Es parte del municipio de Jocotepec.

## Demografía
| Gráfica de evolución demográfica |
|                                  |

| Censo | Población |
| ----- | --------- |
| 1900  | 352       |
| 1910  | 173       |
| 1921  | 140       |
| 1930  | 183       |
| 1940  | 313       |
| 1950  | 416       |
| 1960  | 610       |
| 1970  | 711       |
| 1980  | 721       |
| 1990  | 1 224     |
| 2000  | 1 437     |
| 2010  | 1 820     |
| 2020  | 2 134     |